# Jean-Jacques Gaultier
Pour les articles homonymes, voir Gaultier.
 (juin 2024).
Jean-Jacques Gaultier, né le 13 juillet 1963 à Épinal (Vosges), est un homme politique français, maire de Vittel de 2014 à 2017, député de 2002 à 2012 et de 2017 à 2024.

## Biographie

### Formation
Élève de maternelle et primaire à Vittel (Vosges), il étudie au collège Jules-Verne de Vittel, avant de rejoindre le lycée Jean-Baptiste-Vuillaume de Mirecourt (Vosges). Après l'obtention de son baccalauréat, il part à Nancy pour suivre des études de médecine.

### Carrière professionnelle
Médecin et chef d'entreprise, il dirige un laboratoire d'analyses médicales[réf. nécessaire].

### Député
Il est élu député le 16 juin 2002, pour la XIIe législature, dans la quatrième circonscription des Vosges. Il fait alors partie du groupe UMP. Il est réélu en 2007, pour la XIIIe législature.
En 2012, il échoue à obtenir un troisième mandat de député dans la quatrième circonscription des Vosges face au candidat de gauche Christian Franqueville, qui l'emporte au second tour avec 50,37 % des voix.
Aux élections législatives de 2017, il est d'abord candidat dissident de son parti, qui choisit d’investir Nathalie Babouhot. Il récupère finalement l'investiture à la suite du renoncement de celle-ci : il devient ainsi le candidat LR au début du mois de février 2017. Il se qualifie au second tour de l'élection, qu'il remporte, le 18 juin 2017, face au député sortant, Christian Franqueville. 
Il parraine Laurent Wauquiez pour le congrès des Républicains de 2017.
Jean-Jacques Gaultier est réélu lors des élections législatives de 2022, face au candidat du Rassemblement national Sébastien Humbert, avec 51,91 % des voix.
Après la dissolution de l'Assemblée nationale en juin 2024, il s'oppose fermement comme de nombreux élus de son parti Les Républicains, au ralliement avec le Rassemblement national préconisé par Éric Ciotti. Lorsqu'il présente sa candidature aux élections législatives anticipées, il reçoit à sa permanence, une lettre de menace de mort l'exhortant à y renoncer. Il perd le second tour des élections législatives de 2024 face à Sébastien Humbert candidat RN, qui réunit 53,18 % des suffrages exprimés.

### Conseiller général
En 2007, il devient membre du conseil général des Vosges, élu dans le canton de Vittel. Il est vice-président du conseil général à partir de 2008.

### Maire de Vittel
Sa liste l'emporte aux élections municipales de mars 2014 à Vittel, avec 51,67 % des suffrages exprimés au second tour, dans le cadre d'une triangulaire. Il est peu après élu maire par le nouveau conseil municipal.
Le 28 avril 2014, il est élu président de la communauté de communes de Vittel-Contrexéville, poste qu'il conserve jusqu'à la dissolution de cet EPCI, le 31 décembre 2016. Il est élu président de la nouvelle communauté de communes Terre d'Eau le 12 janvier 2017.
Le 17 juillet 2017, un mois après sa réélection à l'Assemblée nationale, il démissionne de son mandat de maire pour se conformer à la loi sur le cumul des mandats.